# Аламида (город, Калифорния)
Алами́да (Аламе́да, англ. Alameda) — город в округе Аламида, штат Калифорния, США. Расположен на небольшом одноименном острове и части бывшего острова Bay Farm вблизи Окленда, в заливе Сан-Франциско. Рядом с Аламида находится международный аэропорт Окленда.

## Самоуправление
Аламида — город с особым типом самоуправления (charter city), который позволяет организовать органы власти собственной структуры, а не на основании федеральных законов или законов штата.

## Население
| Численность населения | Численность населения | Численность населения | Численность населения | Численность населения | Численность населения | Численность населения | Численность населения |
| 1900                  | 1940                  | 1950                  | 1960                  | 1970                  | 1980                  | 1990                  | 2000                  |
| --------------------- | --------------------- | --------------------- | --------------------- | --------------------- | --------------------- | --------------------- | --------------------- |
| 11 200                | ↗36 300               | ↗64 400               | ↘63 900               | ↗71 000               | ↘63 900               | ↗74 000               | ↘72 259               |

## Достопримечательности
В черте города, в Naval Air Station Alameda, находится авианосец Hornet, превращённый в 1998 году в негосударственный музей, который ежегодно посещают десятки тысяч туристов.
Городу принадлежит искусственный остров Кост-Гард, одна из крупнейших баз Береговой охраны США на Западном побережье.

## Города-побратимы
- Уси (кит. трад. 无锡, упр. 無錫, пиньинь Wúxī), Китай